# Вальденси

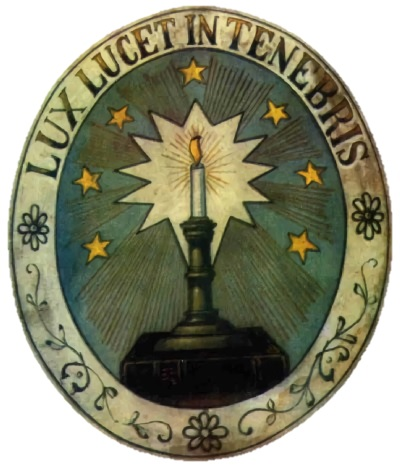
символ вальденсів

Вальде́нси — послідовники вчення ліонського купця П'єра Вальдо (кінець ХІІ ст.), які, закликаючи до «євангельської бідності», вважали, що розбещена багатством римська церква втратила святість і її таїнства не мають сили. Вальденси стверджували, що будь-який мирянин, який, за заповідями Христа, веде жебрацьке життя, позбавлений постійного притулку, а інколи взагалі даху над головою, може здійснювати таїнства; проповідували аскетизм, відмову служителів церкви від власності, проведення богослужінь не латиною, а рідною мовою. Вчення вальденсів було засуджено як єресь на Третьому Латеранському соборі і надалі переслідувалось католицькою церквою. Їх вчення взяли за основу альбігойці.

## Історія. Початок руху
П'єр Вальдо замовив для себе переклад з латини деяких місць із Біблії, вивчення яких призвело його до думки про необхідність роздати майно бідним, щоб добровільною бідністю відновити первинну чистоту християнських звичаїв. З групою однодумців він відправився проповідувати Євангеліє. Так як його послідовники відкидали власність, то отримали назву «Pauperes de Lugduno» (лат. ліонські жебраки, а також «леоністи»). Ломбардні вальденси (лат. Pauperes italici) злилися в Мілані з існуючими вже там раніше гуміліатами («жебраками духом»), названими так за своє смирення.
Не прагнучи відокремитися від офіційної католицької церкви, вальденси, проте, увійшли з нею в конфлікт, оскільки проголошували право мирян вільно читати Біблію і проповідувати, а пізніше також поставили під сумнів католицьке вчення про таїнства. У 1179 вони вирушили до Риму, щоб отримати благословення Папи Римського Олександра III, проте він, всупереч очікуванням вальденсів, заборонив їм проповідувати своє вчення. Його наступник, папа Луцій III остаточно відлучив їх від церкви на соборі у Вероні (1184), а Інокентій III підтвердив це відлучення на Латеранському соборі в 1215. У 1211 понад 80 вальденсів було спалено на вогнищах в Страсбурзі за звинуваченням у єресі; з цього моменту ведуть свій відлік багатовікові гоніння на послідовників цієї деномінації. Все це, однак, не завадило поширенню вчення Італією, Францією та Чехією (Богемією). З Франції вони попрямували головним чином південними схилами Котичеських Альп[незрозуміло], де долини П'ємонту і Савойї служили головним притулком вальденсів.
Важливим моментом в діяльності перших вальденсів була їхня боротьба з катарами через публічні проповіді і полемічні трактати, наприклад «Liber Antiheresis» сподвижника Петра Вальдо, згодом повернувся в лоно католицької церкви, Дуранда з Оскі (Durandus de Osca).
Незважаючи на свої євангелічні правила, чистоту моралі і життя, засновану переважно на Нагірній проповіді, вальденси всюди піддавалися жорстоким гонінням, аж до XVIII століття. Папа Сікст IV навіть оголосив проти них хрестовий похід. Швидше за все, саме до цієї епохи належить найвидатніший літературний твір вальденсів — дидактичний вірш «Nobla Leycon».
Під час Реформації багато вальденсів прийняли нові вчення. На Шанфоранському синоді (1532 р) вальденси уклали союз зі Швейцарською реформатської церквою і запропонували Оліветану, двоюрідному брату Кальвіна, підготувати новий французький переклад Біблії. Цей переклад був опублікований в 1535 році з двома передмовами Кальвіна — першими протестантськими творами реформатора.
Переслідування вальденсів тривало. Так, у 1545 році тільки в Дофіне були вбиті приблизно 4000 послідовників вчення вальденсів; в 1655 році пьемонтские військо в союзі з бандитами і ірландськими найманцями замучили дві тисячі вальденсов. У 1685 році французькі та італійські війська вбили близько 3000 віруючих, взяли в полон близько 10 000 і розподілили близько 3000 дітей з католицьким місцевостям. У 1688 році група вальденсів під керівництвом Анрі Арно і Джошуа Джанавела спробувала повернутися на батьківщину, але в підсумку вони були змушені бігти в Німеччину.
Коли вальденси піддавалися особливо сильним переслідуванням, вони отримували моральну підтримку і практичну допомогу з Женеви і з Англії. Масові вбивства 1655 року спонукали Джона Мільтона написати знаменитий сонет «На недавню різанину в П'ємонті» («Помсти, Господи, за твоїх убієнних святих») і викликали потік пожертвувань, а також дипломатичне втручання Олівера Кромвеля.
Завдяки заступництву протестантських держав, особливо Пруссії, король Сардинії Карл Альберт патентом від 17 лютого 1848 року дарував вальденсам релігійну і церковну свободу і цивільні права.

## Сучасність
В 2015 році папа Франциск попросив вибачення у вальденсів за переслідування та несправедливість допущені Католицькою Церквою у Середньовіччі.
Проте вальденси відмовилися прийняти папське прохання про прощення помилок і образ, які їм заподіяла в минулому Католицька Церква.
Папа Франциск просив про це від імені всієї Церкви в квітні 2015 року час візиту до Турину, коли він відвідав храм вальденсів.
Зараз громада дала офіційну відповідь. Рішення було прийнято на Синоді, що проходив у середині червня 2015 року. У листі Папі вальденси написали, що його прохання була прийнята з глибокою повагою і хвилюванням. Але пробачити вони відмовилися, підкресливши, що новаторська позиція Франциска не дає їм право прощати від імені тих, хто постраждав від Католицької Церкви.
Рішення вальденсів викликало в Італії збентеження і здивування ЗМІ. Висловлюється думка, що, слідуючи логіці листи, можна стверджувати, що Папа не має ні морального обов'язку, ні права просити вибачення. Адже він не несе відповідальності за вину попередніх поколінь.
Однак, як зауважив єпископ Франческо Кавин, без взаємного прощення не можна вилікувати рани минулого і, таким чином, ми стаємо заручниками історії. На його думку, неприйняття цього історичного жесту Папи є поведінкою, що суперечить Євангелії.
В Італії вони складають релігійну меншість, що налічує близько 25 тисяч віруючих. Однак, про них часто чутно, так як вони постійно чинять опір Католицької Церкви в етичних дебатах. Наприклад, вони виступають за легалізацію абортів, підтримують евтаназію і одностатеві шлюби, які самі вже протягом п'яти років приділяють.